# Le Mans Cup
Michelin Le Mans Cup (GT3 Le Mans Cup en 2016) es una serie internacional de carreras de automóviles deportivos de resistencia inspirada en las 24 Horas de Le Mans y dirigida por el Automobile Club de l'Ouest (ACO).
La GT3 Le Mans Cup se creó en 2016 después de que la categoría GTC fuera eliminada de la European Le Mans Series debido a la falta de inscripciones durante el año 2015. Con el objetivo de aumentar el número de inscripciones de GT3, ACO creó una nueva competencia de seis eventos (5 eventos de 2 horas y una carrera de una hora en Le Mans, con LMP3) destinada principalmente a conductores aficionados, lo que generó más cobertura mediática y carreras competitivas (lo que se logró en ELMS aunque no tanto en GT3). El equipo campeón recibe una invitación automática para participar en las siguientes 24 Horas de Le Mans en la categoría LMGTE Am.
Para la temporada 2017, la serie adoptó un nuevo formato con autos de categoría LMP3 y GT3 compitiendo en su respectiva clase, con ACO apuntando a crear una especie de división secundaria LMP3 con respecto a ELMS, promocionando los mejores equipos desde Michelin LMC hasta ELMS.
Todas las carreras tienen una duración de 2 horas excepto la ronda de Le Mans, que tuvo una carrera de 1 hora en 2017, y dos carreras de 55 minutos en 2018.

## Campeonato de Equipos

### LMP3
| Año  | Pilotos                           | Escudería              | Poles | Victorias | Podios | Puntos | Carrera | Margen |
| ---- | --------------------------------- | ---------------------- | ----- | --------- | ------ | ------ | ------- | ------ |
| 2017 | Jean Glorieux Alexander Toril     | DKR Engineering        | 5     | 4         | 5      | 114    | 6 de 7  | 24     |
| 2018 | Jens Petersen Léonard Hoogenboom  | DKR Engineering        | 0     | 3         | 4      | 103    | 6 de 7  | 11,5   |
| 2019 | Laurents Hörr François Kirmann    | DKR Engineering        | 4     | 2         | 5      | 100    | 7 de 7  | 8,5    |
| 2020 | Laurents Hörr                     | DKR Engineering        | 1     | 3         | 6      | 120    | 7 de 7  | 15     |
| 2021 | Anthony Wells Colin Noble         | Nielsen Racing         | 0     | 2         | 3      | 75     | 7 de 7  | 4      |
| 2022 | Tom Dillmann Alexander Mattschull | Racing Spirit of Léman | 0     | 3         | 5      | 97     | 7 de 7  | 24     |

### GT3
| Año  | Escudería                         | Automóvil                 | Poles | Victorias | Podios | Puntos | Carrera | Margen |
| ---- | --------------------------------- | ------------------------- | ----- | --------- | ------ | ------ | ------- | ------ |
| 2016 | Aleksey Basov Viktor Shaytar      | SMP Racing                | 3     | 4         | 5      | 121    | 5 de 6  | 14     |
| 2017 | Fabio Babini Emanuele Busnelli    | Ebimotors                 | 0     | 2         | 5      | 104.5  | 7 de 7  | 2      |
| 2018 | Giacomo Piccini Sergio Pianezzola | Kessel Racing             | 4     | 5         | 5      | 138    | 7 de 7  | 55     |
| 2019 | Giacomo Piccini Sergio Pianezzola | Kessel Racing             | 1     | 4         | 6      | 130    | 7 de 7  | 21     |
| 2020 | Rino Mastronardi                  | Iron Lynx                 | 5     | 4         | 7      | 132    | 6 de 7  | 15     |
| 2021 | Nicolas Leutwiler                 | Pzoberer Zürichsee by TFT | 1     | 2         | 6      | 107    | 7 de 7  | 10     |
| 2022 | Kasper H. Jensen Kristian Poulsen | GMB Motorsport            | 0     | 2         | 5      | 109    | 7 de 7  | 16     |

## Campeonato de Escuderías

### LMP3
| Año  | Escudería              | Automóvil          | Poles | Victorias | Podios | Puntos | Carrera | Margen |
| ---- | ---------------------- | ------------------ | ----- | --------- | ------ | ------ | ------- | ------ |
| 2017 | DKR Engineering        | Norma M30          | 5     | 4         | 5      | 114    | 6 de 7  | 24     |
| 2018 | DKR Engineering        | Norma M30          | 0     | 3         | 4      | 103    | 6 de 7  | 11,5   |
| 2019 | DKR Engineering        | Norma M30          | 4     | 2         | 5      | 100    | 7 de 7  | 8,5    |
| 2020 | DKR Engineering        | Duqueine M30 - D08 | 1     | 3         | 6      | 120    | 7 de 7  | 31     |
| 2021 | Nielsen Racing         | Ligier JS P320     | 0     | 2         | 3      | 75     | 7 de 7  | 4      |
| 2022 | Racing Spirit of Léman | Ligier JS P320     | 0     | 3         | 5      | 97     | 7 de 7  | 24     |

### GT3
| Año  | Escudería      | Automóvil                | Poles | Victorias | Podios | Puntos | Carrera | Margen |
| ---- | -------------- | ------------------------ | ----- | --------- | ------ | ------ | ------- | ------ |
| 2016 | TF Sport       | Aston Martin Vantage GT3 | 0     | 2         | 5      | 107    | 6 de 6  | 11     |
| 2017 | Ebimotors      | Lamborghini Huracán GT3  | 0     | 2         | 5      | 104.5  | 7 de 7  | 2      |
| 2018 | Kessel Racing  | Ferrari 488 GT3          | 4     | 5         | 5      | 138    | 7 de 7  | 55     |
| 2019 | Kessel Racing  | Ferrari 488 GT3          | 1     | 4         | 6      | 130    | 7 de 7  | 21     |
| 2020 | Iron Lynx      | Ferrari 488 GT3          | 5     | 4         | 7      | 132    | 6 de 7  | 40     |
| 2021 | Iron Lynx      | Ferrari 488 GT3          | 6     | 5         | 7      | 148    | 6 de 7  | 41     |
| 2022 | GMB Motorsport | Honda NSX GT3 Evo22      | 0     | 2         | 5      | 109    | 7 de 7  | 16     |